# Мартин, Калеб
Калеб Мартин (англ. Caleb Lee Martin; род. 28 сентября 1995 года в Моксвилле, Северная Каролина, США) — американский профессиональный баскетболист, выступающий за клуб Национальной баскетбольной ассоциации «Даллас Маверикс». На студенческом уровне защищал цвета команды «Невада Вулф Пэк». Играет на позиции лёгкого форварда. Приходится братом-близнецом другому игроку НБА - Коди Мартину.

## Студенческая карьера
Калеб Мартин два сезона играл за команду университета штата Северная Каролина. По окончании второго курса он перевелся в университет Невады в Рено. Согласно правилам NCAA по переходам Калеб не играл за баскетбольную команду нового университета следующий сезон. В 2018 году Калеба Мартина признали баскетболистом года конференции Mountain West. Перед началом четвёртого курса Калеба назвали предсезонным баскетболистом года конференции Mountain West. А по итогом сезона в 2019 году он вошёл в первую сборную звёзд конференции Mountain West.

## Профессиональная карьера

### Шарлотт Хорнетс (2019—2021)
20 июня 2019 года Калеб Мартин не был выбран на Драфте НБА. 31 июля подписал контракт с «Шарлотт Хорнетс». 19 октября 2019 года «Хорнетс» конвертировали контракт Калеба Мартина в двухсторонний. Спустя некоторое время Калеб подписал многолетний контракт с «Шарлотт Хорнетс».
7 августа 2021 года Мартин был отчислен «Хорнетс».

### Майами Хит (2021—настоящее время)
14 сентября 2021 года Мартин подписал двусторонний контракт с командой «Майами Хит» для игры за фарм-клуб «Су-Фолс Скайфорс». 15 февраля 2022 года «Хит» перевели контракт Мартина в разряд односторонних.
6 июля 2022 года Мартин продлил контракт с «Хит» на 3 года и 20 миллионов долларов.
22 октября 2022 года Мартин был удален с площадки после драки с центровым «Рэпторс» Кристианом Колоко. На следующий день Мартин был дисквалифицирован на одну игру без сохранения заработной платы.
В первом раунде плей-офф НБА 2023 года Мартин сыграл ключевую роль в победе «Хит» над «Милуоки Бакс», занявшими восьмое место, набирая в среднем 11,2 очка, 5,4 подбора и 2 передачи за игру. 19 мая 2023 года Мартин набрал 25 очков во время победы над «Бостон Селтикс» в матче 2 финала Восточной конференции со счетом 111-105. В седьмой игре серии Мартин набрал 26 очков и сделал 10 подборов в победе со счетом 103-84, что помогло «Хит» выйти в финал НБА во второй раз за четыре года. Мартину не хватило одного голоса, чтобы обойти партнера по команде Джимми Батлера в борьбе за звание MVP финала Восточной конференции, набирая в среднем 19,3 очка и 6,4 подбора за игру, при этом попадая 60,2% бросков с игры и 48,9% с линии трехочковых. В финале НБА Мартин испытывал трудности, набирая всего 7,4 очка при 37,5% попаданий. В финале «Хит» уступили «Денвер Наггетс» в 5 матчах.

### Филадельфия Севенти Сиксерс (2024—2025)
6 июля 2024 года Мартин подписал многолетний контракт с «Филадельфией Севенти Сиксерс».

### Даллас Маверикс (2025—настоящее время)
4 февраля 2025 года Мартин был обменян в «Даллас Маверикс» на Квентина Граймса и выбор второго раунда 2025 года.

## Статистика

### Статистика в НБА
| Сезон                                                                                    | Команда | Регулярный сезон | Регулярный сезон | Регулярный сезон | Регулярный сезон | Регулярный сезон | Регулярный сезон | Регулярный сезон | Регулярный сезон | Регулярный сезон | Регулярный сезон | Регулярный сезон | Серия плей-офф | Серия плей-офф | Серия плей-офф | Серия плей-офф | Серия плей-офф | Серия плей-офф | Серия плей-офф | Серия плей-офф | Серия плей-офф | Серия плей-офф | Серия плей-офф |
| Сезон                                                                                    | Команда | GP               | GS               | MPG              | FG%              | 3P%              | FT%              | RPG              | APG              | SPG              | BPG              | PPG              | GP             | GS             | MPG            | FG%            | 3P%            | FT%            | RPG            | APG            | SPG            | BPG            | PPG            |
| ---------------------------------------------------------------------------------------- | ------- | ---------------- | ---------------- | ---------------- | ---------------- | ---------------- | ---------------- | ---------------- | ---------------- | ---------------- | ---------------- | ---------------- | -------------- | -------------- | -------------- | -------------- | -------------- | -------------- | -------------- | -------------- | -------------- | -------------- | -------------- |
| 2019/20                                                                                  | Шарлотт | 18               | 1                | 17,6             | 44,0             | 54,1             | 81,0             | 2,1              | 1,3              | 0,7              | 0,4              | 6,2              | Не участвовал  | Не участвовал  | Не участвовал  | Не участвовал  | Не участвовал  | Не участвовал  | Не участвовал  | Не участвовал  | Не участвовал  | Не участвовал  | Не участвовал  |
| 2020/21                                                                                  | Шарлотт | 53               | 3                | 15,4             | 37,5             | 24,8             | 64,1             | 2,7              | 1,3              | 0,7              | 0,2              | 5,0              | Не участвовал  | Не участвовал  | Не участвовал  | Не участвовал  | Не участвовал  | Не участвовал  | Не участвовал  | Не участвовал  | Не участвовал  | Не участвовал  | Не участвовал  |
| 2021/22                                                                                  | Майами  | 60               | 12               | 22,9             | 50,7             | 41,3             | 76,3             | 3,8              | 1,1              | 1,0              | 0,5              | 9,2              | 17             | 0              | 12,3           | 40,0           | 30,3           | 33,3           | 2,2            | 0,3            | 0,6            | 0,1            | 4,5            |
| 2022/23                                                                                  | Майами  | 71               | 49               | 29,3             | 46,4             | 35,6             | 80,5             | 4,8              | 1,6              | 1,0              | 0,4              | 9,6              | 23             | 4              | 30,2           | 52,9           | 42,3           | 82,9           | 5,4            | 1,6            | 0,9            | 0,4            | 12,7           |
| 2023/24                                                                                  | Майами  | 64               | 23               | 27,4             | 43,1             | 34,9             | 77,8             | 4,4              | 2,2              | 0,7              | 0,5              | 10,0             | 5              | 5              | 35,1           | 46,7           | 44,0           | 100,0          | 3,6            | 1,4            | 0,6            | 0,0            | 11,6           |
|                                                                                          | Всего   | 266              | 88               | 23,8             | 45,0             | 35,7             | 76,2             | 3,9              | 1,6              | 0,8              | 0,4              | 8,5              | 45             | 9              | 24,0           | 48,9           | 40,1           | 78,3           | 4,0            | 1,1            | 0,7            | 0,2            | 9,4            |
| Наведите курсор мыши на аббревиатуры в заголовке таблицы, чтобы прочесть их расшифровку. |         |                  |                  |                  |                  |                  |                  |                  |                  |                  |                  |                  |                |                |                |                |                |                |                |                |                |                |                |

### Статистика в Джи-Лиге
| Сезон                                                                                    | Команда         | Регулярный сезон | Регулярный сезон | Регулярный сезон | Регулярный сезон | Регулярный сезон | Регулярный сезон | Регулярный сезон | Регулярный сезон | Регулярный сезон | Регулярный сезон | Регулярный сезон | Серия плей-офф | Серия плей-офф | Серия плей-офф | Серия плей-офф | Серия плей-офф | Серия плей-офф | Серия плей-офф | Серия плей-офф | Серия плей-офф | Серия плей-офф | Серия плей-офф |
| Сезон                                                                                    | Команда         | GP               | GS               | MPG              | FG%              | 3P%              | FT%              | RPG              | APG              | SPG              | BPG              | PPG              | GP             | GS             | MPG            | FG%            | 3P%            | FT%            | RPG            | APG            | SPG            | BPG            | PPG            |
| ---------------------------------------------------------------------------------------- | --------------- | ---------------- | ---------------- | ---------------- | ---------------- | ---------------- | ---------------- | ---------------- | ---------------- | ---------------- | ---------------- | ---------------- | -------------- | -------------- | -------------- | -------------- | -------------- | -------------- | -------------- | -------------- | -------------- | -------------- | -------------- |
| 2019/20                                                                                  | Гринсборо Сворм | 28               | 28               | 36,9             | 46,8             | 36,3             | 65,0             | 6,1              | 3,7              | 1,6              | 0,8              | 21,4             | Не участвовал  | Не участвовал  | Не участвовал  | Не участвовал  | Не участвовал  | Не участвовал  | Не участвовал  | Не участвовал  | Не участвовал  | Не участвовал  | Не участвовал  |
|                                                                                          | Всего           | 28               | 28               | 36,9             | 46,8             | 36,3             | 65,0             | 6,1              | 3,7              | 1,6              | 0,8              | 21,4             | Не участвовал  | Не участвовал  | Не участвовал  | Не участвовал  | Не участвовал  | Не участвовал  | Не участвовал  | Не участвовал  | Не участвовал  | Не участвовал  | Не участвовал  |
| Наведите курсор мыши на аббревиатуры в заголовке таблицы, чтобы прочесть их расшифровку. |                 |                  |                  |                  |                  |                  |                  |                  |                  |                  |                  |                  |                |                |                |                |                |                |                |                |                |                |                |

### Статистика в NCAA
| Сезон | Команда                 | Conf                    | Class                   | GP  | GS | MPG  | FG%  | 3P%  | FT%  | RPG | APG | SPG | BPG | PPG  |
| --- | ----------------------- | ----------------------- | ----------------------- | --- | -- | ---- | ---- | ---- | ---- | --- | --- | --- | --- | ---- |
| 2014/15 | Северная Каролина Стэйт | ACC                     | FR                      | 36  | 1  | 16,6 | 35,6 | 30,5 | 69,5 | 2,9 | 0,7 | 0,3 | 0,3 | 4,8  |
| 2015/16 | Северная Каролина Стэйт | ACC                     | SO                      | 33  | 19 | 30,3 | 38,9 | 36,1 | 66,7 | 4,7 | 1,4 | 0,9 | 0,6 | 11,5 |
| 2017/18 | Невада                  | MWC                     | JR                      | 36  | 26 | 33,3 | 45,4 | 40,3 | 74,9 | 5,4 | 2,6 | 1,3 | 0,6 | 18,9 |
| 2018/19 | Невада                  | MWC                     | SR                      | 34  | 33 | 34,1 | 40,9 | 33,8 | 73,2 | 5,1 | 2,8 | 1,4 | 0,8 | 19,2 |
| Всего | Всего                   | Всего                   | Всего                   | 139 | 79 | 19,0 | 41,4 | 35,9 | 72,5 | 3,0 | 1,3 | 0,6 | 0,4 | 9,0  |
| Северная Каролина Стэйт | Северная Каролина Стэйт | Северная Каролина Стэйт | Северная Каролина Стэйт | 69  | 20 | 23,2 | 37,9 | 34,6 | 68,0 | 3,7 | 1,1 | 0,6 | 0,4 | 8,0  |
| Невада | Невада                  | Невада                  | Невада                  | 70  | 59 | 33,7 | 43,1 | 36,6 | 74,0 | 5,3 | 2,7 | 1,3 | 0,7 | 19,1 |
| Наведите курсор мыши на аббревиатуры в заголовке таблицы, чтобы прочесть их расшифровку Статистика приведена с сайта sports-reference.com |                         |                         |                         |     |    |      |      |      |      |     |     |     |     |      |